# Автошлях E981
Європейський маршрут 981 (коротко: E 981) — європейський маршрут, що з'єднує анатолійські міста Афйонкарахісар, Конья та Ереглі. Вважається важливим сполученням від турецького узбережжя Егейського моря до рівнини Чукурова на південному сході Туреччини.

## Маршрут
E981 починається в Афьонкарахісарі біля E96 і звідти йде на південний схід національною дорогою D-300 до Коньї. Звідти він пролягає по федеральній дорозі D-330 через Карапінар і Ереглі до автомагістралі O-21, де E981 з’єднується з європейським маршрутом 90.